# ダイアログ・イン・サイレンス
ダイアログ・イン・サイレンス（Dialogue in Silence）は、音のない世界で言葉の壁を超えた対話を楽しむエンターテイメント。DISと略称されている。
参加者はチームとなり、音を遮断するヘッドセットを装着し、ボディーランゲージなど音や声を出さず、静寂の世界で互いにコミュニケーションをとる方法を発見する。静寂の空間では「アテンド」とよばれる聴覚障がい者が体験をリードする。1998年にドイツで開催されて以降、フランス、イスラエル、メキシコ、トルコ、中国でも開催。これまで世界で100万人以上が体験した。

## 日本での開催状況
- 2017年夏、一般社団法人ダイアローグ・ジャパン・ソサエティが日本で唯一ドイツ本部よりライセンスを受け、東京・新宿にて初開催。約3500名が体験。
- 2018年夏、2度目の開催を行い約1万人が体験した。「beyond2020プログラム」として認証されている[1]。
- 2017年、2018年の開催時にはJ-WAVE「DIALOGUE IN SILENCE」特別版番組を放送[2]。「サイレントラジオ」と題し、 YouTubeでの⼿話による同時放送を実施[3]。
- ダイアローグ・ジャパン・ソサエティはダイアログ・イン・サイレンスの他、「ダイアログ・イン・ザ・ダーク」「ダイアログ・ウィズ・タイム」も同様に開催を行っている。

## メディア掲載実績
- 2018年8月 - NHK Eテレ「みんなの手話」
- 2018年8月 - 日本テレビ「NEWS ZERO」
- 2017年8月 - NHK総合「おはようニッポン 関東甲信越」
- 2017年8月 - フジテレビ「みんなのニュースweekend」
- 2018年8月 - NHKラジオ「NHKジャーナル」
- 2017年7月 - 読売新聞（オンライン）「世界で100万人が体験…“ダイアログ・イン・サイレンス”」
- 2017年7月 - 朝日新聞「音のない世界、疑似体験 静けさの中で『対話』」
- 2017年7月 - 毎日新聞「『ダイアログ・イン・サイレンス』音のない世界を体験
- 2017年7月 - 共同通信「静寂の中、表情で会話『言葉の壁超えた交流を』」
- 2017年7月 - 毎日小学生新聞「『ダイアログ・イン・サイレンス』日本初「言葉使わずおしゃべり」体験」
- 2018年8月 - ウレぴあ総研 ハピママ「言葉にならない“体験”で人間力が上達！今夏日本に上陸する 「ダイアログ・イン・サイレンス」って？」
- 2018年8月 - BuzzFeedJapan「"音のない世界"ってどんな感じ？ 聴覚障がい者に導かれ、体験できる場がある」
- 2018年8月 - TOKYO HEADLINE「音のない世界で会話を楽しむ「ダイアログ・イン・サイレンス」開催中」
- 2018年8月 - 日経DUAL「「ダイアログ・イン・サイレンス」を親子で体験」
- 2018年8月 - nippon.com「Dialogue in Silence: Going Beyond Language Ahead of Tokyo 2020」
- 2018年8月 - ダイヤモンドオンライン「視覚や聴覚を遮断する体験イベントで、人が大きく変わる理由」
- 2018年8月 - 朝日新聞出版「AERA」

など多数